# Tipula kuzuensis
Tipula kuzuensis är en tvåvingeart som beskrevs av Alexander 1918. Tipula kuzuensis ingår i släktet Tipula och familjen storharkrankar. Inga underarter finns listade i Catalogue of Life.